# ديفيد لينتون
ديفيد لينتون (بالإنجليزية: David Linton)‏ هو قاضي وسياسي أمريكي، ولد في 1815، وتوفي في 1889.